# Лянчин
Лянчи́н (укр. Лянчін, крымскотат. Lânçin, Лянчин) — маловодная балка (овраг) в Крыму, на территории Белогорского района, левый приток реки Биюк-Карасу. Длина водотока 19 километров, площадь водосборного бассейна 38,6 км².

## География
Название Лянчин с крымскотатарского языка переводится, как «сокол». Начало балки находится на северных отрогах Караби-яйлы, в 2,8 километрах к северо-западу от села Пчелиное, образуясь слиянием оврагов Саалы-Кую слева и Ай-Тамган справа. Согласно справочнику «Поверхностные водные объекты Крыма» у балки 5 безымянных притоков, в других источниках, кроме упомянутых составляющих, встречаются названия ещё нескольких: урочище Пассалан слева, овраг Искаран и балка Орта-Джилга справа. Нижняя часть Лянчина на некоторых картах подписана, как «овраг Орман». Балка ранее впадала в Биюк-Карасу в 76 километрах от устья, сейчас — в Тайганское водохранилище.